# David Bradley (Schauspieler, Oktober 1953)
David Bradley (* 2. Oktober 1953 in Texas) ist ein US-amerikanischer Filmschauspieler. Bekannt wurde er durch seine Rollen in den Martial-Arts-Filmen American Fighter 3, American Fighter 4 und American Fighter 5.

## Leben
David Bradley war vor seiner Zeit als Filmschauspieler, die gegen Ende der 1980er Jahre begann, Karatesportler. Er wurde mehrmals hintereinander Champion in den Vereinigten Staaten und erreichte einmal den zweiten Platz. Bradley besitzt den 6. Dan in der Kampfkunst.
1989 erhielt er erstmals die Hauptrolle des Sean Davidson in American Fighter 3, wo er auf einer Karibikinsel gegen einen wahnsinnigen Wissenschaftler antreten muss, der ihn vorher mit einem tödlichen Virus, hergestellt zur bakteriellen Kriegsführung, infiziert hat. In American Fighter 4 kämpfte er 1990 an der Seite von Michael Dudikoff gegen einen wahnsinnigen Sadisten und seine von einem arabischen Terroristen finanzierte Ninjaarmee. 1992 folgte American Samurai. In American Fighter 5 spielt er 1993 Joe Castle, der gegen Ninja kämpft, die einen Wissenschaftler gefangen halten. Es folgten weitere Filme wie Cyborg Cop und Hard Justice. Gegen Anfang der 2000er Jahre zog er sich aus der Filmbranche zurück.

## Filmografie
- 1989: American Fighter 3 – Die blutige Jagd (American Ninja 3: Blood Hunt)
- 1989: Mord ist ihr Hobby (Murder, She Wrote, Fernsehserie, Folge 5x18)
- 1990: American Fighter 4 – Die Vernichtung (American Ninja 4: The Annihilation)
- 1991: Lower Level – Todesangst im Hochhaus (Lower Level)
- 1992: American Samurai
- 1993: American Fighter 5 (American Ninja V)
- 1993: Blood Warriors
- 1993: Cyborg Cop
- 1994: Blood Run – Die geheimnisvolle Frau (Blood Run) (Fernsehfilm)
- 1995: Hard Attack – Tatort: Knast (Hard Justice)
- 1995: Cyborg Cop II
- 1996: Exit
- 1996: White Cargo
- 1997: Die tödlichen Vier (Total Reality)
- 1997: Final Crisis – Nur ein Killer weiss wie man überlebt (Crisis)
- 1997: Expect to Die

## Weblink
- David Bradley bei IMDb

| Personendaten    | Personendaten                      |
| ---------------- | ---------------------------------- |
| NAME             | Bradley, David                     |
| KURZBESCHREIBUNG | US-amerikanischer Filmschauspieler |
| GEBURTSDATUM     | 2. Oktober 1953                    |
| GEBURTSORT       | Texas, Vereinigte Staaten          |